# Kulacs

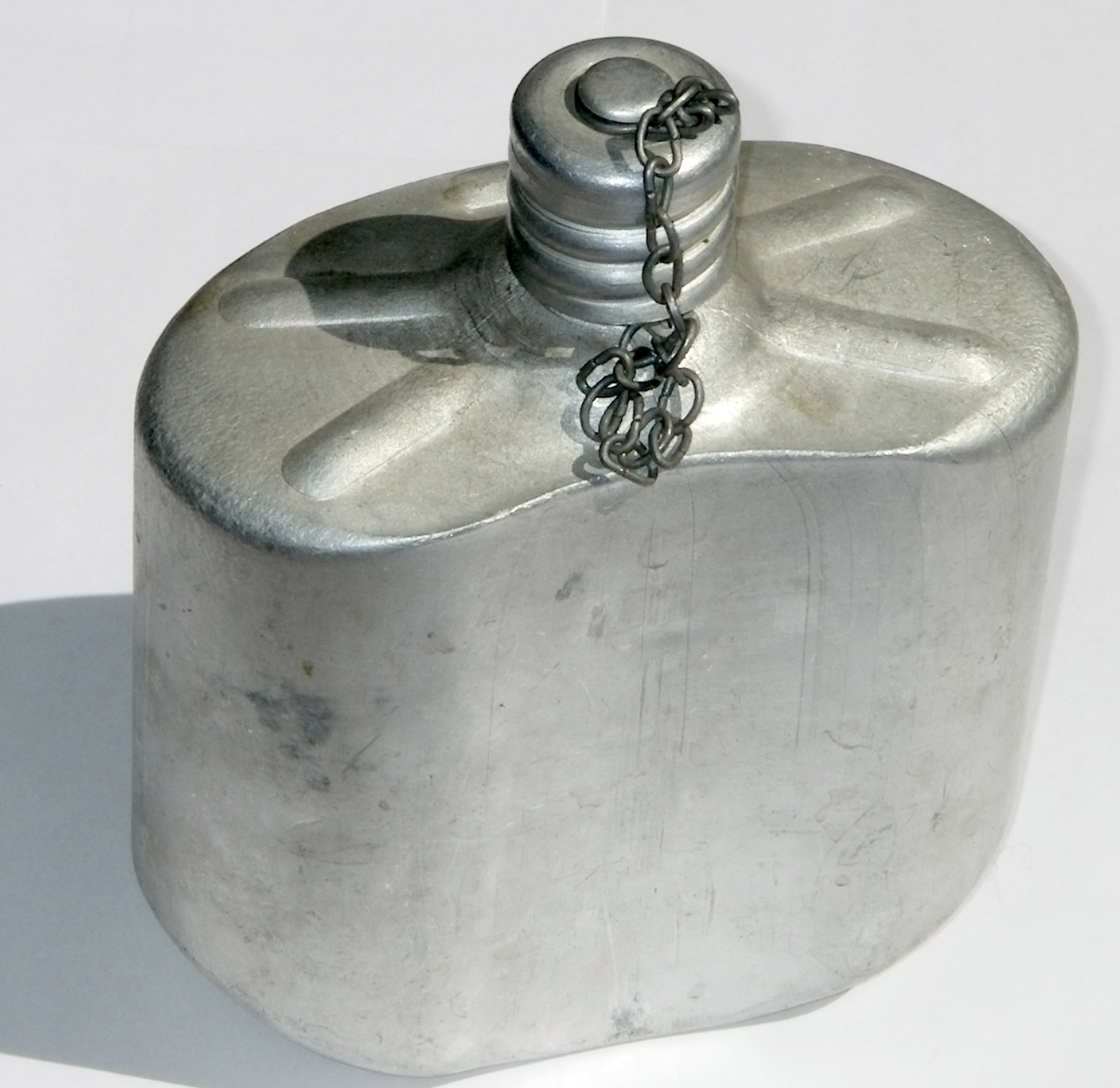
Fémből készült kulacs

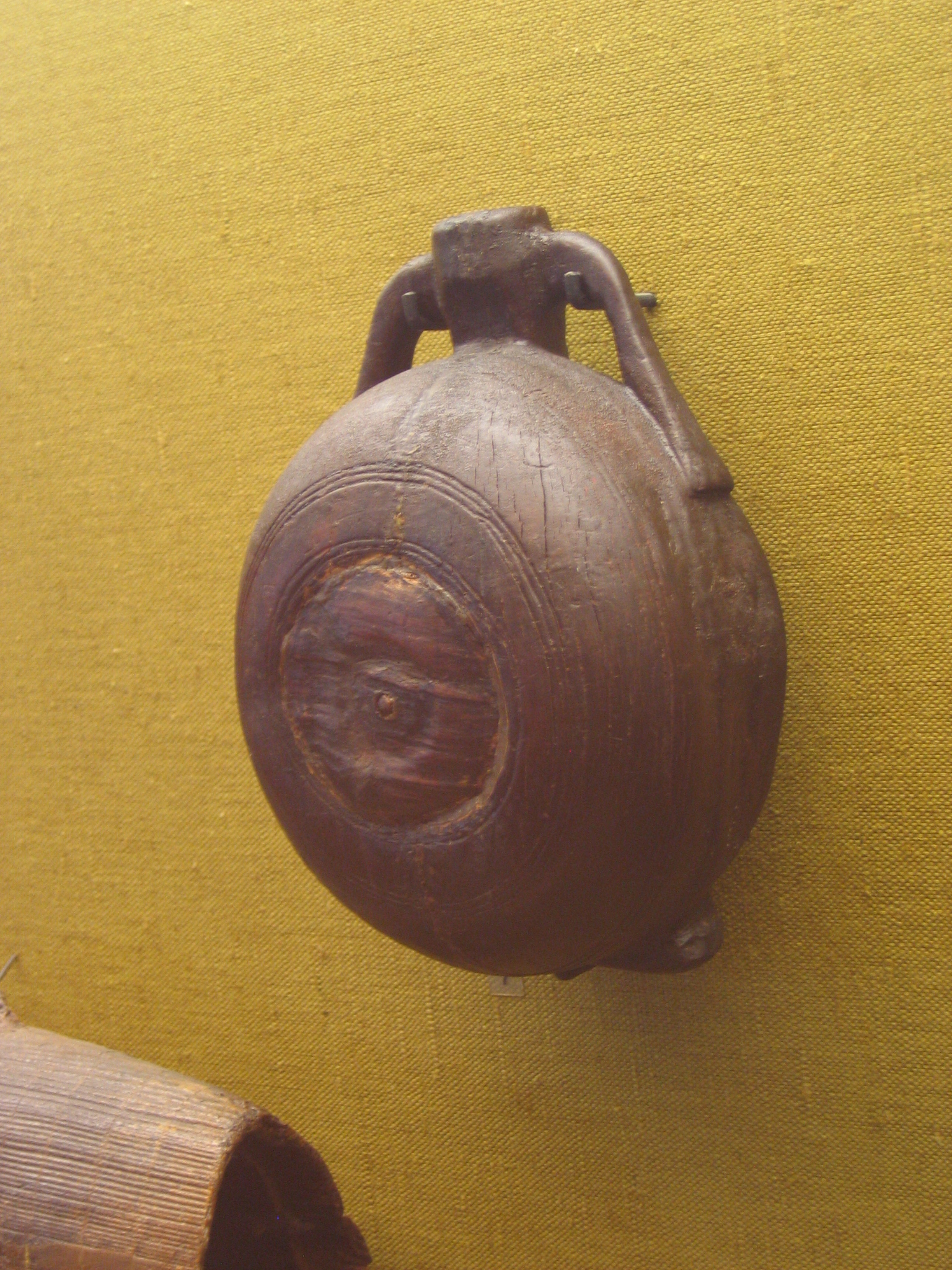
Fakulacs a 7. századból

A kulacs vagy csutora folyadéktartó edény. Anyaga lehet fa, fém, kerámia, agyag vagy műanyag.
Pásztorok, útonjárók és fuvarosok használták. Űrtartalma változó, a hagyományos facsutora rendszerint 5–8 literes volt és bort vagy égetett szeszt tartottak benne.
A Dunántúlon és a Felföldön csutora, az Alföldön a kulacs néven ismerték. Hazánkban a 18. században terjedt el, amikor az osztrák–magyar hadsereg ivóedényként használta. Gyakran hordszíj is tartozik hozzá. Egyik különleges fajtája a betyárcsutora, amely belül 2–4 rekeszre volt felosztva a különböző italok számára, a száján pedig egy forgatható csap segítségével lehetett kiválasztani, hogy tulajdonosa melyik rekeszből szándékozott inni.
A csutora neve, valamint a mesterség feltételezések szerint a Balkán területéről terjedt el a 17. században, Magyarországon a Dunántúl felől haladt tovább észak irányába.
A 19. századig a kulacskészítés Magyarországnak egy különleges esztergályos iparága volt, melyet az erdélyi szászok és Veszprém vármegyében űztek. Legkedveltebb anyagként a juharfát használták, melyet törzsalakban szereztek be. A törzset aztán a csutora hosszúságának megfelelő hosszú részekre vágták föl, tőkebaltával, szekercével, esetleg kapocsbaltával kinagyolták és többé-kevésbé száradni hagyták. Kialakításkor befogták a fa szálirányában az esztergába és ráesztergályozták a nyakrészt. Aztán derékszögben elfordítva befogták az orsóra és nagyoló vésővel kiesztergályozták a kulacs testének nagyobb részét; csak a befogás helyén hagytak meg csutakot. A belső üreg kiesztergályozására újra befogták az oldalsó csutaknál és különböző nagyságú és alakú kampós vagy horogvésővel kivették a testből a fölösleges faanyagot. Az ekkor keletkezett oldalnyílást aztán pontosan beleillő fedővel elzárták, a nyaklyukat, a szájzót utólagosan fúrták bele. Végül még ráfaragták a lábakat, a szíjhüvelyeket, esetleg még faragványokkal díszítették. A csiszolás, pácolás, simítás, festés vagy lakkozás volt az utolsó munka. Ez egykor virágzó iparág volt Erdélyben.